# ロバート・シャーリー (1700-1738)
ロバート・シャーリー閣下（英語: Hon. Robert Shirley、1700年5月27日 – 1738年7月12日）は、グレートブリテン王国の政治家。1727年から1734年まで庶民院議員を務めた。

## 生涯
初代フェラーズ伯爵ロバート・シャーリーの十一男として、1700年5月27日に生まれた。母は初代フェラーズ伯爵の2人目の妻にあたるセリナ・フィンチ（Selina Finch、1681年4月7日洗礼 – 1762年3月20日、ジョージ・フィンチの娘）。
1717年12月25日に父が死去すると、ウォリックシャーのエッティントン地所を継承、アイルランドでの領地の一部も継承した。
1727年イギリス総選挙でトーリー党に所属する第8代エクセター伯爵ブラウンロー・セシルの支持を得てスタンフォード選挙区から出馬、チャールズ・バーティーを破って当選した。議会では常に野党側で投票した。1734年イギリス総選挙で出馬せず、議員を退任した。
1738年7月12日に生涯未婚のまま死去、遺言状でアイルランドでの領地を自身の姉妹に譲った。